# Belvosia canadensis
Belvosia canadensis là một loài ruồi trong họ Tachinidae.